# أورلاندو بيراتس

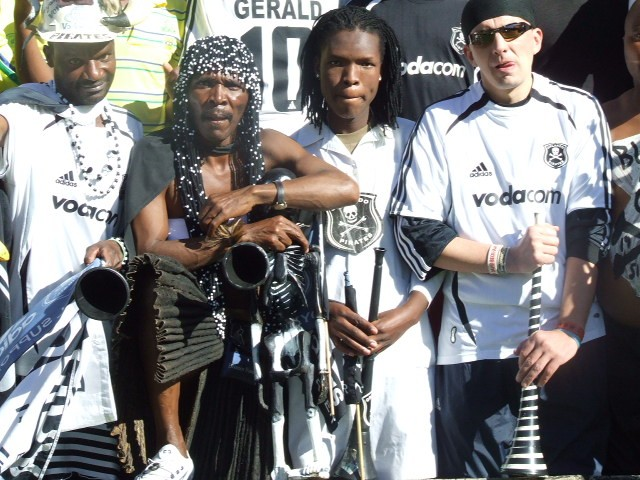
جمهور نادي أولاندو بايرتس

نادي أورلاندو بيراتس لكرة القدم (بالإنجليزية: Orlando Pirates Football Club)‏ هو نادي رياضي أفريقي يشتهر بلعبة كرة قدم، تأسس عام 1937، ويعتبر النادي واحد من أنجح الفرق بجنوب أفريقيا بجانب نادي ماميلودي صن داونز، و كايزر تشيفز، فقد استطاع الفوز بلقب دوري جنوب أفريقيا 4 مرات و فاز بلقب كأس جنوب أفريقيا 8 مرات، بينما على الصعيد الأفريقي فقد أحرز الفريق لقب دوري أبطال أفريقيا مرة واحدة موسم 1995 على حساب أسيك ميموسا. واستطاع إيضا الفوز بـكأس السوبر الأفريقي مرة واحدة عام 1996.

## انجازات النادي

### محليًا
- دوري جنوب أفريقيا (4 مرات):

2000–01, 2002–03, 2010–11, 2011–12

- كأس جنوب أفريقيا (8 مرات):

1973, 1974, 1975, 1980, 1988, 1996, 2011, 2014

- كأس جنوب أفريقيا للثمانية الكبار MTN 8 (9 مرات):

1972, 1973, 1978, 1983, 1993, 1996, 2000, 2010, 2011

### قاريًا
- دوري أبطال أفريقيا (مرة واحدة):

1995
- كأس السوبر الأفريقي (مرة واحدة):

1996

## ملعب أورلاندو بيراتس
ملعب أورلاندو (بالإنجليزية: Orlando Stadium)‏ هو ملعب متعدد الاستخدامات يقع بضاحية سويتو المتواجدة في مدينة جوهانسبرغ بجنوب أفريقيا. الملعب أسس سنة 1959، و أُعيدت هيكلته سنة 2008 أثناء التحضير لإستضافة كأس العالم لكرة القدم 2010 بتكلفة مالية قدرها 280 مليون راند، وتبلغ قدرته الاستيعابية حوالي 40،000 مقعد.

## وصلات خارجية
- الموقع الرسمي
- Official Twitter page
- Official facebook Page
- Premier Soccer League
- PSL Club Info
- South African Football Association
- Confederation of African Football